# Epinephelus flavocaeruleus
Epinephelus flavocaeruleus là một loài cá biển thuộc chi Epinephelus trong họ Cá mú. Loài này được mô tả lần đầu tiên vào năm 1802.

## Từ nguyên
Từ định danh flavocaeruleus được ghép bởi hai âm tiết trong tiếng Latinh: flavus ("vàng tươi") và caeruleus ("xanh lam"), hàm ý đề cập đến hai màu chính của loài cá này.

## Phân bố và môi trường sống
E. flavocaeruleus có phân bố rộng khắp Ấn Độ Dương (trừ Biển Đỏ và vịnh Ba Tư), từ vịnh Aden dọc theo Đông Phi trải dài về phía nam đến Nam Phi, phía đông qua Ấn Độ đến biển Andaman và đảo Sumatra. Loài này đã mở rộng phạm vi đến Tây Thái Bình Dương, khi chúng được phát hiện ở vùng biển Sabah (Malaysia).
E. flavocaeruleus sống trên các ám tiêu và rạn san hô, cá con được tìm thấy ở vùng biển nông hơn cá trưởng thành, độ sâu trải dài tới 150 m.

## Mô tả
Chiều dài lớn nhất được biết đến ở E. flavocaeruleus là 90 cm. Cá có màu xanh lam sẫm đến xanh tím, cũng có thể là màu nâu xám hoặc gần như đen ở những cá thể già, đôi khi lốm đốm các vệt sáng màu. Vài cá thể có phần trước đầu màu vàng. Các vây có màu vàng tươi và có rìa đen, nhưng vùng màu vàng giảm đi khi cá trưởng thành.
Số gai vây lưng: 11; Số tia vây lưng: 16–17; Số gai vây hậu môn: 3; Số tia vây hậu môn: 8; Số tia vây ngực: 18–20; Số vảy đường bên: 61–74.

## Sinh thái
Thức ăn của E. flavocaeruleus là các loài giáp xác, nhuyễn thể và cá nhỏ hơn.

## Phân loại học
Phân tích phát sinh loài dựa trên mã vạch DNA cho thấy E. flavocaeruleus có quan hệ gần nhất với Epinephelus cyanopodus.

## Thương mại
E. flavocaeruleus là một thành phần nhỏ trong ngành xuất khẩu cá mú ở Maldives.